# Sigvaldi Guðjónsson
Sigvaldi Bjørn Guðjónsson, född 4 juli 1994 i Reykjavík, är en isländsk handbollsspelare (högersexa). Han spelar för det norska laget Kolstad Håndball och debuterade 2018 för Islands landslag.